# Dolophones pilosa
Dolophones pilosa là một loài nhện trong họ Araneidae.
Loài này thuộc chi Dolophones. Dolophones pilosa được Eugen von Keyserling miêu tả năm 1886.